# WCW World Television Championship
El WCW World Television Championship fue un campeonato de televisión de lucha libre profesional perteneciente a la desaparecida promoción World Championship Wrestling (WCW).
El campeonato fue creado en 1974 por la Mid-Atlantic Championship Wrestling (MACW) como título secundario. Fue conocido como el Mid-Atlantic Television Championship y posteriormente como el NWA Television Championship unos pocos años después. Cuando Mid-Atlantic (posteriormente conocida como Jim Crockett Promotions) creció, el título pasó a llamarse el NWA World Television Championship y en 1991 como el WCW World Television Championship.
El título era frecuentemente defendido en luchas con un tiempo límite de 10 a 15 minutos. En comparación a otros campeonatos, las luchas titulares resultaban en empates por tiempo límite y el campeón reteniendo el título. La versión del título de la NWA tenía los logotipos de las tres grandes cadenas de televisión de los Estados Unidos (NBC, CBS y ABC) en ambos lados del cinturón, mientras que la versión de WCW de 1992 a 1995 del cinturón tenía el logo de TBS en ambos lados del cinturón.

## Lista de campeones
| Luchador:                                | Reinado n.º: | Derrotó a:                                                                                             | Fecha:                   | Lugar:                   |
| ---------------------------------------- | ------------ | --- | ------------------------ | ------------------------ |
| NWA Mid-Atlantic Television Championship |              | |                          |                          |
| Danny Miller                             | 1            | Ole Anderson                                                                                           | 27 de febrero de 1974    | N/A                      |
| Ivan Koloff                              | 1            | Miller                                                                                                 | 10 de mayo de 1974       | N/A                      |
| Paul Jones                               | 1            | Koloff                                                                                                 | 8 de julio de 1974       | N/A                      |
| Ivan Koloff                              | 2            | Paul Jones                                                                                             | 24 de octubre de 1974    | N/A                      |
| Paul Jones                               | 2            | Koloff                                                                                                 | 26 de diciembre de 1974  | N/A                      |
| Ric Flair                                | 1            | Paul Jones                                                                                             | 8 de febrero de 1975     | N/A                      |
| Paul Jones                               | 3            | Flair                                                                                                  | 8 de agosto de 1975      | N/A                      |
| Vacante                                  | N/A          | Jones dejó el título tras ganar el Campeonato de los Estados Unidos Peso Pesado de la NWA Mid-Atlantic | 3 de diciembre de 1975   | N/A                      |
| Angelo Mosca                             | 1            | Tim Woods                                                                                              | 14 de abril de 1976      | N/A                      |
| Paul Jones                               | 4            | Mosca                                                                                                  | 30 de junio de 1976      | N/A                      |
| Mr. Wrestling                            | 1            | Paul Jones                                                                                             | 16 de octubre de 1976    | N/A                      |
| Greg Valentine                           | 1            | Mr.Wrestling                                                                                           | 8 de noviembre de 1976   | N/A                      |
| Rufus R. Jones                           | 1            | Valentine                                                                                              | 30 de noviembre de 1976  | N/A                      |
| Greg Valentine                           | 2            | Rufus R. Jones                                                                                         | 19 de enero de 1977      | N/A                      |
| NWA Television Championship              |              | |                          |                          |
| Rufus R. Jones                           | 2            | Valentine                                                                                              | 15 de febrero de 1977    | N/A                      |
| Ric Flair                                | 2            | Rufus R.Jones                                                                                          | 4 de abril de 1977       | N/A                      |
| Rick Steamboat                           | 1            | Flair                                                                                                  | 15 de junio de 1977      | N/A                      |
| Baron Von Raschke                        | 1            | Steamboat                                                                                              | 12 de octubre de 1977    | N/A                      |
| Johnny Weaver                            | 1            | Von Raschke                                                                                            | 5 de marzo de 1978       | N/A                      |
| Baron Von Raschke                        | 2            | Weaver                                                                                                 | 26 de marzo de 1978      | N/A                      |
| Paul Jones                               | 5            | Von Raschke                                                                                            | 7 de junio de 1978       | N/A                      |
| Rick Steamboat                           | 2            | Paul Jones                                                                                             | 10 de junio de 1978      | N/A                      |
| Vacante                                  | N/A          | Sin motivo                                                                                             | 1980                     | N/A                      |
| Masked Superstar                         | 1            | Blackjack Mulligan                                                                                     | 1 de abril de 1980       | N/A                      |
| Vacante                                  | N/A          | Sin motivo                                                                                             | Octubre de 1980          | N/A                      |
| Roddy Piper                              | 1            | Paul Jones                                                                                             | 1 de noviembre de 1980   | N/A                      |
| Vacante                                  | N/A          | Piper dejó el título tras ganar el Campeonato de los Estados Undios Peso Pesado de la NWA Mid-Atlantic | 27 de enero de 1981      | N/A                      |
| Sweet Ebony Diamond                      | 1            | Greg Valentine                                                                                         | 29 de abril de 1981      | N/A                      |
| Greg Valentine                           | 3            | Ebony Diamond                                                                                          | 1981                     | N/A                      |
| Sweet Ebony Diamond                      | 2            | Valentine                                                                                              | 30 de mayo de 1981       | N/A                      |
| Greg Valentine                           | 4            | Ebony Diamond                                                                                          | 1981                     | N/A                      |
| Ron Bass                                 | 1            | Valentine                                                                                              | 6 de septiembre de 1981  | N/A                      |
| Ivan Koloff                              | 3            | Ron Bass                                                                                               | 3 de noviembre de 1981   | N/A                      |
| Jimmy Valiant                            | 1            | Koloff                                                                                                 | 2 de enero de 1982       | N/A                      |
| Ivan Koloff                              | 4            | Valiant                                                                                                | 1982                     | N/A                      |
| Jimmy Valiant                            | 2            | Koloff                                                                                                 | 6 de junio de 1982       | N/A                      |
| Ivan Koloff                              | 5            | Valiant                                                                                                | 1982                     | N/A                      |
| Jimmy Valiant                            | 3            | Koloff                                                                                                 | 17 de octubre de 1982    | N/A                      |
| Jos LeDuc                                | 1            | Valiant                                                                                                | 1982                     | N/A                      |
| Vacante                                  | N/A          | Se le quitó por apoyarse en las cuerdas durante una pelea contra Johnny Weaver                         | 26 de octubre de 1982    | N/A                      |
| Bad Leroy Brown                          | 1            | Ganó una Battle Royal de 20 hombres                                                                    | 27 de noviembre de 1982  | N/A                      |
| Mike Rotundo                             | 1            | Leroy Brown                                                                                            | 25 de diciembre de 1982  | N/A                      |
| Dick Slater                              | 1            | Rotunda                                                                                                | 22 de febrero de 1983    | N/A                      |
| Roddy Piper                              | 2            | Slater                                                                                                 | 27 de marzo de 1983      | N/A                      |
| Dick Slater                              | 2            | Piper                                                                                                  | 3 de abril de 1983       | N/A                      |
| Jos LeDuc                                | 2            | Slater                                                                                                 | 30 de abril de 1983      | N/A                      |
| The Great Kabuki                         | 1            | LeDuc                                                                                                  | 23 de mayo de 1983       | N/A                      |
| Charlie Brown Antes "Jimmy Valiant"      | 4            | Kabuki                                                                                                 | 24 de noviembre de 1983  | Starrcade                |
| Vacante                                  | N/A          | Valiant dejó el título al dejar de pelear como Charlie Brown                                           | Enero de 1984            | N/A                      |
| Mark Youngblood                          | 1            | Dick Slater                                                                                            | 7 de marzo de 1984       | N/A                      |
| Tully Blanchard                          | 1            | Youngblood                                                                                             | 28 de marzo de 1984      | N/A                      |
| NWA World Television Championship        |              | |                          |                          |
| Dusty Rhodes                             | 1            | Tully Blanchard                                                                                        | 16 de marzo de 1985      | N/A                      |
| Tully Blanchard                          | 2            | Dusty Rhodes                                                                                           | 28 de abril de 1985      | N/A                      |
| Dusty Rhodes                             | 2            | Blanchard                                                                                              | 6 de julio de 1985       | The Great American Bash  |
| Vacate                                   | N/A          | Debido a una lesión de Rhodes                                                                          | 19 de octubre de 1985    | N/A                      |
| Arn Anderson                             | 1            | Wahoo McDaniels                                                                                        | 4 de enero de 1986       | N/A                      |
| Dusty Rhodes                             | 3            | Arn Anderson                                                                                           | 9 de septiembre de 1986  | N/A                      |
| Tully Blanchard                          | 3            | Dusty Rhodes                                                                                           | 27 de noviembre de 1986  | Starrcade                |
| Nikita Koloff                            | 1            | Blanchard                                                                                              | 17 de agosto de 1987     | N/A                      |
| Mike Rotunda                             | 1            | Koloff                                                                                                 | 26 de enero de 1988      | N/A                      |
| Rick Steiner                             | 1            | Rotunda                                                                                                | 26 de diciembre de 1988  | Starrcade                |
| Mike Rotunda                             | 2            | Steiner                                                                                                | 20 de febrero de 1989    | Chi Town Rumble\|        |
| Sting                                    | 1            | Rotunda                                                                                                | 31 de marzo de 1989      | N/A                      |
| Vacante                                  | N/A          | Debido a un final controversial entre Sting y The Great Muta.                                          | 23 de julio de 1989      | The Great American Bash  |
| The Great Muta                           | 1            | Sting                                                                                                  | 3 de septiembre de 1989  | N/A                      |
| Arn Anderson                             | 2            | Muta                                                                                                   | 2 de enero de 1990       | NWA Power Hour           |
| The Z-Man                                | 1            | Anderson                                                                                               | 4 de diciembre de 1990   | Saturday Night           |
| WCW World Television Championship        |              | |                          |                          |
| Arn Anderson                             | 3            | Tom Zenk                                                                                               | 14 de enero de 1991      | N/A                      |
| Bobby Eaton                              | 1            | Arn Anderson                                                                                           | 17 de mayo de 1991       | SuperBrawl               |
| Steve Austin                             | 1            | Bobby Eaton                                                                                            | 3 de junio de 1991       | NWA Power Hour           |
| Barry Windham                            | 1            | Steve Austin                                                                                           | 27 de abril de 1992      | N/A                      |
| Steve Austin                             | 2            | Barry Windham                                                                                          | 23 de mayo de 1992       | N/A                      |
| Ricky Steamboat                          | 3            | Steve Austin                                                                                           | 2 de septiembre de 1992  | Clash of Champions XX    |
| Scott Steiner                            | 1            | Ricky Stemboat                                                                                         | 29 de septiembre de 1992 | Worldwide                |
| Vacante                                  | N/A          | Cuando Scott y Rick Steiner se fueron a la WWF                                                         | noviembre de 1992        | N/A                      |
| Paul Orndorff                            | 1            | Erik Watts                                                                                             | 2 de marzo de 1993       | Worldwide                |
| Ricky Steamboat                          | 4            | Paul Orndorff                                                                                          | 18 de agosto de 1993     | Clash of Champions XXIV  |
| Lord Steven Regal                        | 1            | Ricky Steamboat                                                                                        | 19 de septiembre de 1993 | Fall Brawl               |
| Larry Zbyszko                            | 1            | Lord Steven Regal                                                                                      | 2 de mayo de 1994        | Saturday Night           |
| Lord Steven Regal                        | 2            | Larry Zbyszko                                                                                          | 23 de junio de 1994      | Clash of Champions XXVII |
| Johnny B. Badd                           | 1            | Lord Steven Regal                                                                                      | 18 de septiembre de 1994 | Fall Brawl               |
| Arn Anderson                             | 4            | Johnny B. Badd                                                                                         | 8 de enero de 1995       | Main Event               |
| Renegade                                 | 1            | Arn Anderson                                                                                           | 18 de junio de 1995      | Great American Bash      |
| Diamond D. Page                          | 1            | Renegade                                                                                               | 17 de septiembre de 1995 | Fall Brawl               |
| Johnny B. Badd                           | 2            | Diamond Dallas Page                                                                                    | 29 de octubre de 1995    | Halloween Havoc          |
| Lex Luger                                | 1            | Johnny B. Badd                                                                                         | 17 de febrero de 1996    | Saturday Night           |
| Johnny B. Badd                           | 3            | Lex Luger                                                                                              | 18 de febrero de 1996    | N/A                      |
| Lex Luger                                | 2            | Johnny B. Badd                                                                                         | 6 de marzo de 1996       | N/A                      |
| Lord Steven Regal                        | 3            | Lex Luger                                                                                              | 20 de agosto de 1996     | Saturday Night           |
| Prince Iaukea                            | 1            | Lord Steven Regal                                                                                      | 17 de febrero de 1997    | Nitro                    |
| Último Dragon                            | 1            | Prince Iaukea                                                                                          | 7 de abril de 1997       | Nitro                    |
| Lord Steven Regal                        | 4            | Último Dragon                                                                                          | 18 de mayo de 1997       | Slamboree                |
| Último Dragon                            | 2            | Lord Steven Regal                                                                                      | 21 de julio de 1997      | Nitro                    |
| Alex Wright                              | 1            | Último Dragon                                                                                          | 21 de agosto de 1997     | Clash of Champions XXXV  |
| Disco Inferno                            | 1            | Alex Wright                                                                                            | 22 de septiembre de 1997 | Nitro                    |
| Perry Saturn                             | 1            | Disco Inferno                                                                                          | 3 de noviembre de 1997   | Nitro                    |
| Disco Inferno                            | 2            | Perry Saturn                                                                                           | 8 de diciembre de 1997   | Nitro                    |
| Booker T                                 | 1            | Disco Inferno                                                                                          | 29 de diciembre de 1997  | Nitro                    |
| Rick Martel                              | 1            | Booker T                                                                                               | 16 de febrero de 1998    | Nitro                    |
| Booker T                                 | 2            | Rick Martel                                                                                            | 22 de febrero de 1998    | SuperBrawl VIII          |
| Chris Benoit                             | 1            | Booker T                                                                                               | 30 de abril de 1998      | Thunder                  |
| Booker T                                 | 3            | Chris Benoit                                                                                           | 1 de mayo de 1998        | House Show               |
| Chris Benoit                             | 2            | Booker T                                                                                               | 2 de mayo de 1998        | Profiles In Pain         |
| Booker T                                 | 4            | Chris Benoit                                                                                           | 3 de mayo de 1998        | House Show               |
| Fit Finlay                               | 1            | Booker T                                                                                               | 4 de mayo de 1998        | Nitro                    |
| Booker T                                 | 5            | Fit Finlay                                                                                             | 14 de junio de 1998      | Great American Bash      |
| Stevie Ray                               | 1            | Entregado por Booker T                                                                                 | 14 de junio de 1998      | Great American Bash      |
| Chris Jericho                            | 1            | Stevie Ray                                                                                             | 10 de agosto de 1998     | Nitro                    |
| Konnan                                   | 1            | Chris Jericho                                                                                          | 30 de noviembre de 1998  | Nitro                    |
| Scott Steiner                            | 2            | Konnan                                                                                                 | 29 de diciembre de 1998  | Nitro                    |
| Booker T                                 | 6            | Scott Steiner                                                                                          | 14 de marzo de 1999      | Uncensored               |
| Rick Steiner                             | 2            | Booker T                                                                                               | 9 de mayo de 1999        | Slamboree                |
| Chris Benoit                             | 3            | Rick Steiner                                                                                           | 13 de septiembre de 1999 | Nitro                    |
| Rick Steiner                             | 3            | Chris Benoit                                                                                           | 24 de octubre de 1999    | Halloween Havoc          |
| Scott Hall                               | 1            | Rick Steiner                                                                                           | 21 de noviembre de 1999  | Mayhem                   |
| Vacante                                  | N/A          | Scott Hall abandonó el campeonato, tirándolo a la basura                                               | 29 de noviembre de 1999  | N/A                      |
| Jim Duggan                               | 1            | Encontró el campeonato entre la basura y se proclamó campeón                                           | 16 de febrero de 2000    | Saturday Night           |
| Retirado                                 | N/A          | Después de que Vince Russo y Eric Bischoff reiniciaran WCW                                             | 20 de abril de 2000      | N/A                      |

## Reinados más largos
| Luchador        | Días | Fecha en que ganó       | Fecha en que perdió     | Notas                                                                               |
| --------------- | ---- | ----------------------- | ----------------------- | ----------------------------------------------------------------------------------- |
| Tully Blanchard | 353  | 28 de marzo de 1984     | 16 de marzo de 1985     | Su primer reinado                                                                   |
| Arn Anderson    | 336  | 2 de enero de 1990      | 4 de diciembre de 1990  | Su segundo reinado                                                                  |
| Mike Rotunda    | 335  | 26 de enero de 1988     | 26 de diciembre de 1988 | Su segundo reinado                                                                  |
| Steve Austin    | 329  | 3 de junio de 1991      | 27 de abril de 1992     | Su triunfo fue transmitido el 29 de junio de 1991 y su derrota el 9 de mayo de 1992 |
| Tully Blanchard | 263  | 27 de noviembre de 1986 | 17 de agosto de 1987    | Su segundo reinado                                                                  |

## Mayor cantidad de reinados
- 6 veces: Booker T.
- 5 veces: Ivan Koloff y Paul Jones
- 4 veces: Lord Steven Regal, Arn Anderson, Charlie Brown y Greg Valentine.
- 3 veces: Johnny B. Badd y Chris Benoit, Mike Rotunda, Rick Steiner, Tully Blanchard, Jimmy Valiant y Dusty Rhodes.
- 2 veces: Ric Flair, Roddy Piper, Rufus R. Jones, Baron Von Raschke, Jos LeDuc, Ricky Steamboat, Dick Slater, Steve Austin, Sewwt Ebony Diamond, Ricky Steamboat, Lex Luger, Último Dragon, Disco Inferno, Scott Steiner.